# Tuapoka ovalis
Tuapoka ovalis är en spindelart som beskrevs av Forster och Wilton 1973. Tuapoka ovalis ingår i släktet Tuapoka och familjen trattspindlar. Inga underarter finns listade i Catalogue of Life.